# Synchaeta elsteri
Synchaeta elsteri is een raderdiertjessoort uit de familie Synchaetidae. De wetenschappelijke naam van deze soort is voor het eerst geldig gepubliceerd in 1963 door Hauer.